# S. Lipschütz
Salomon (ou Samuel ou Simon ou Solomon) Lipschütz  est un joueur d'échecs américain d'origine hongroise né le 4 juillet 1863 à Oujhorod et mort le 30 novembre 1905 à Hambourg, qui fut champion des États-Unis en  1892.

## Biographie et carrière

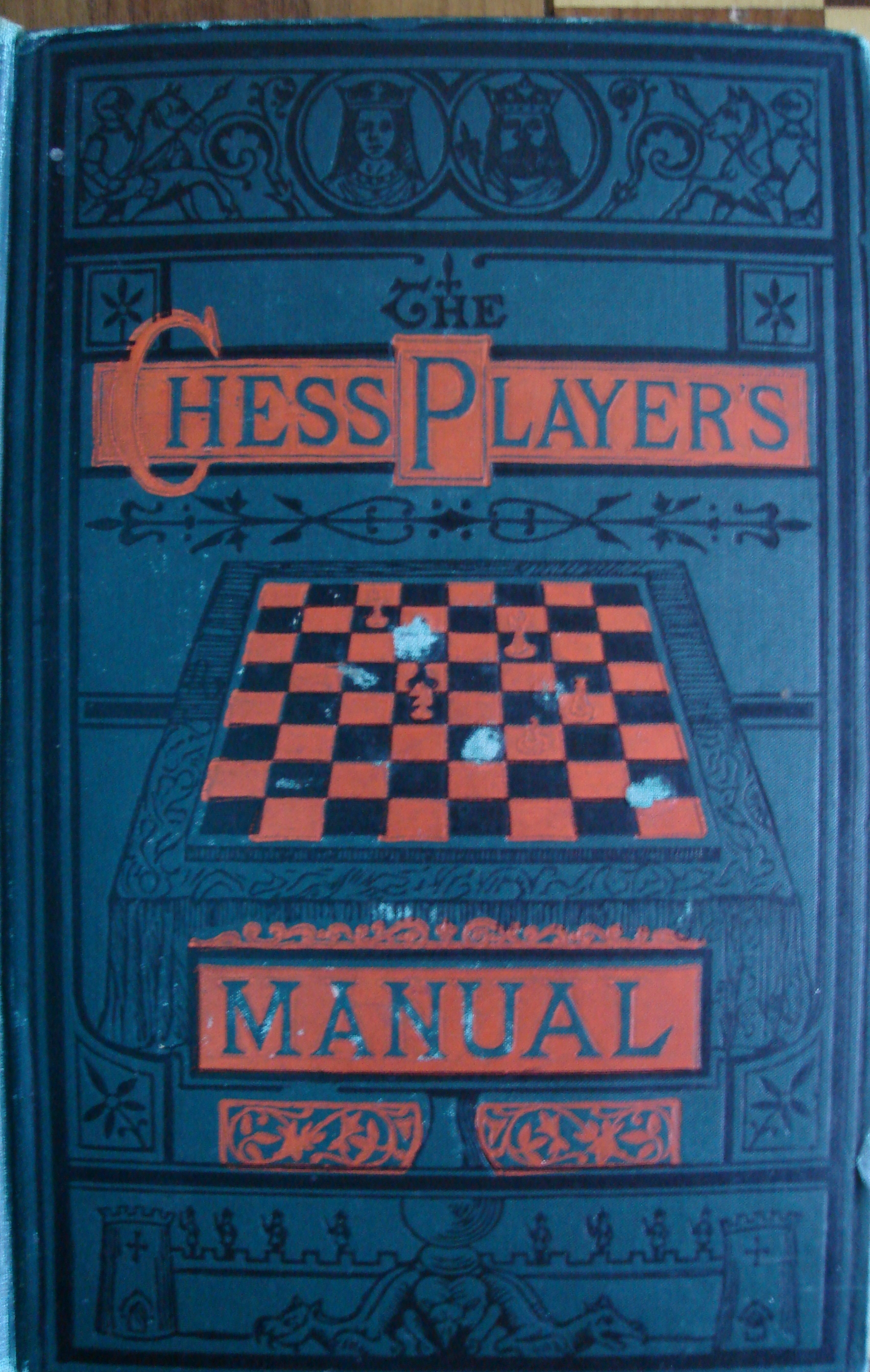
Le manuel des échecs écrit par George Gossip. Lipschütz est l'auteur d'un appendice de 122 pages sur les ouvertures ajouté à l'édition de 1888.

Les sources varient sur le prénom de S. Lipschütz, : Salomon (ou Solomon) ou Samuel ou Simon.
Né en Hongrie en 1863,  Lipschütz émigra à New York à dix-sept ans (arrivée à New York probablement le 4 septembre 1880). Il devint un des plus forts joueurs de la ville et remporta un match contre Philadelphie en 1883. En 1885, il remporta le tournoi du club d'échecs de New York. L'année suivante, en 1886, il disputa le tournoi de Londres où il réussit à battre Johannes  Zukertort et George Henry Mackenzie. En 1888, il fut  naturalisé américain. 
En 1889, Lipschütz réalisa le meilleur score parmi les joueurs américains lors du sixième congrès américain disputé à New York et remporté par Mikhaïl Tchigorine et Miksa Weiss. En 1890, il affronta Jackson Showalter, le résultat du match est inconnu. La même année, il battit Eugene Delmar en match (+7 −3 =3).  Il battit Showalter (+7 −1 =7) en 1892 et devint champion des États-Unis. De fin 1893 au début 1895, il vécut à Los Angeles. En 1895, il perdit son titre contre Showalter (+4 −7 =3). En 1897, il partagea la première place avec Wilhelm Steinitz au tournoi de New York.
En 1900, il remporta le championnat du club d'échecs de Manhattan, devant Frank Marshall et Jackson Showalter. 
En 1905, Lipschütz, qui souffrait de la tuberculose, contracta une infection pulmonaire à Hambourg et mourut à 42 ans.